# Pedro Obiang
Pedro Mba Obiang Avomo (Alcalá de Henares, Madrid, España, 27 de marzo de 1992) es un futbolista hispano-ecuatoguineano. Juega de centrocampista y su equipo es el A. C. Monza de la Serie B de Italia. Es internacional con la selección de Guinea Ecuatorial.

## Trayectoria
Pedro nació en la ciudad española de Alcalá de Henares y vivió en Villalbilla, pueblo cercano a la villa complutense; hijo de ecuatoguineanos, es por ello que cuenta con la doble nacionalidad. 
'Perico' dio sus primeros pasos en el fútbol base madrileño en el equipo alcalaíno CD Avance y después en AD Naya. Posteriormente jugó en el equipo aficionado siendo aún cadete de 2.º año. Destacó muy rápido, por lo que pronto pasó a ser canterano del Atlético de Madrid durante una temporada. Después pasó a ser parte de la Sampdoria de la Serie A, que lo ficharía por 120 000 euros en el verano de 2008 para sus categorías inferiores. Pedro llegó a estar en el banquillo en dos partidos del primer equipo en enero y febrero de 2009, pero no ingresó al campo.
En la temporada 2010-11 fue ascendido definitivamente al primer equipo. En la temporada 2012-13 disputó 36 partidos en la Serie A.
El 10 de junio de 2015 se cerró su traspaso al West Ham United de la Premier League inglesa. Firmó un contrato por 4 temporadas.
En 2019, firmó por la U. S. Sassuolo Calcio y permaneció allí 6 años.
El 5 de junio de 2025, firmó un contrato de un año con opción a prórroga con la A. C. Monza, que acababa de descender a la Serie B.

## Selección nacional
Pedro actuó entre 2009 y 2014 en tres categorías inferiores de España: sub-17, sub-19 y sub-21.  Aunque en principio conservaba la opción de jugar para España, en abril de 2015, tras charlar personalmente con directivos de la Federación Ecuatoguineana de Fútbol, Obiang mostró disposición para representar a Guinea Ecuatorial. Finalmente, el 17 de noviembre de 2018 hizo su debut oficial con el conjunto africano en una derrota por 1 a 0 contra Senegal.

## Clubes
| Club                  | País       | Año           |
| --------------------- | ---------- | ------------- |
| U. C. Sampdoria       | Italia     | 2010-2015     |
| West Ham United F. C. | Inglaterra | 2015-2019     |
| U. S. Sassuolo Calcio | Italia     | 2019-2025     |
| A. C. Monza           | Italia     | 2025-presente |

## Palmarés

### Campeonatos nacionales
| Título  | Club           | País   | Año     |
| ------- | -------------- | ------ | ------- |
| Serie B | U. S. Sassuolo | Italia | 2024-25 |